# Distichophyllum freycinetii
Distichophyllum freycinetii är en bladmossart som beskrevs av Mitten in Seemann 1873. Distichophyllum freycinetii ingår i släktet Distichophyllum och familjen Hookeriaceae. Inga underarter finns listade i Catalogue of Life.